# Valea Mare (Vâlcea)
Valea Mare es una comuna ubicada en el distrito Vâlcea, Rumania.

## Superficie
Posee una superficie de 73,67 kilómetros cuadrados.

## Demografía
Hasta 2021 la población era de 2363 habitantes, con una densidad de población de 32,08 habitantes por kilómetro cuadrado.